# Posada (Włochy)

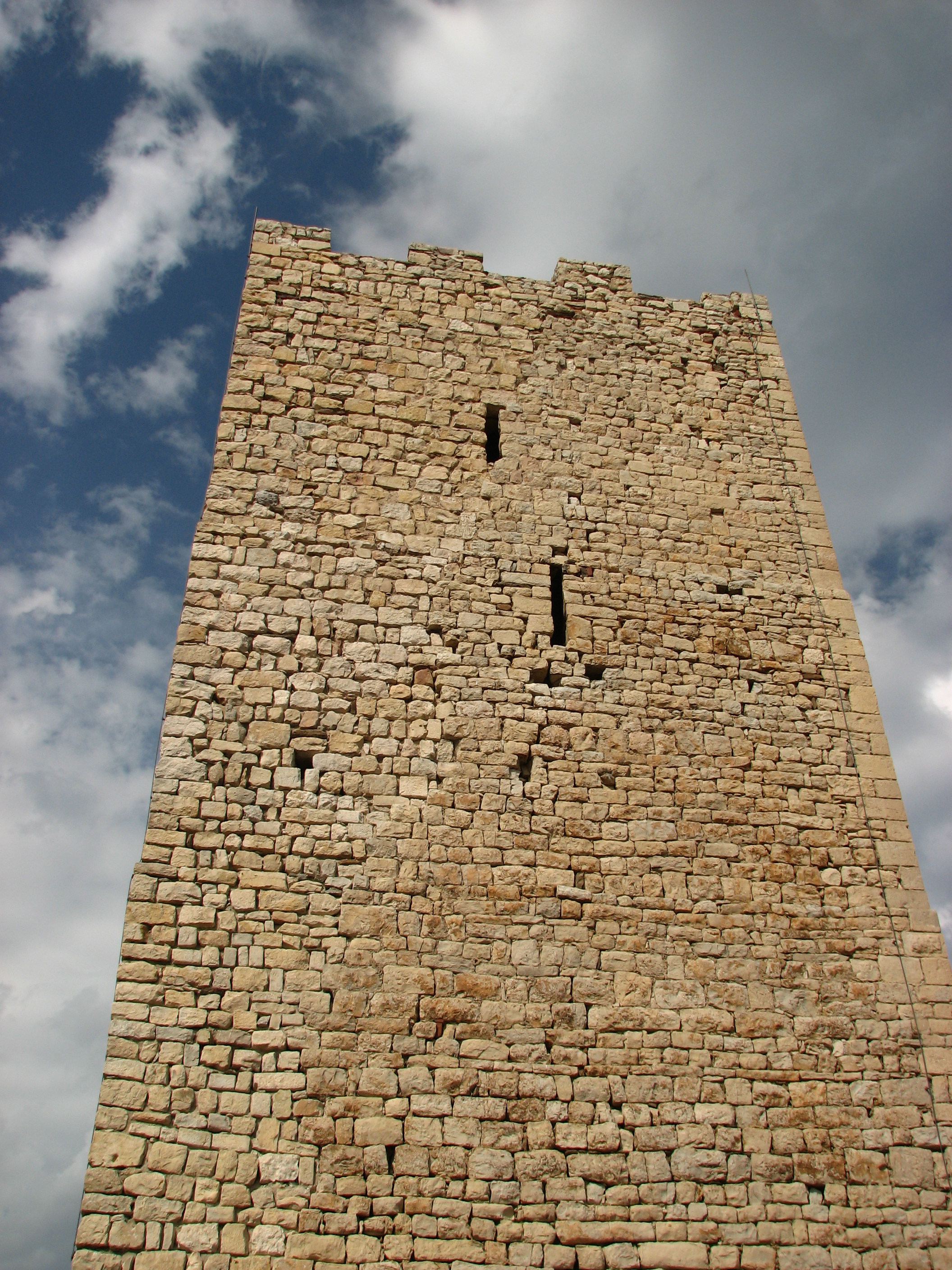
Zamek Bobu (Castello della Fava) w Posadzie

Posada – miejscowość i gmina we Włoszech, w regionie Sardynia, w prowincji Nuoro.
Według danych na rok 2019 gminę zamieszkiwało 3041 osób, 93 os./km².